# 阿部嵩之
阿部　嵩之（あべ たかゆき、1986年6月12日 - ）は、北海道出身の自転車プロロードレース選手である。

## 人物概要
神恵内村で生まれ幼少期を過ごし、余市町で小学生になった。小学校生活を満喫していたある日、「嵩之、ツール・ド・北海道を見に行くぞ」と父に誘われ、一緒に観に行ったのがロードレースとの出会いだった。

目の前を通る選手達のスピード、ホイールの音、声、変わった臭い？ そして巻き起こる風。一瞬で消えていったのに、ずっと残っている記憶。感動しその帰り道に「自転車選手になる」と言っていたとは父の談。しかし、ロードレースに接することなく、学校のクロスカントリースキー少年団に所属し大学生まで続けた。

その後に自転車を始め、ツール・ド・北海道に参戦することになった。2006年は、自転車を始めたばかりの年であり、時速30km/hすら維持出来ない状態から、たった3ヶ月で予選レースを迎えることになった。辛いトレーニングだったが、選抜メンバーに選ばれた。

### ツール・ド・北海道
2015年の時点で、ツール・ド・北海道に7回参戦しているが、2010年から2012年の3年間は渡欧しオランダのアマチュアチームParkHotel Valkenbulgで活動していたため、ツール・ド・北海道には参加できなかった。

### シクロクロス参戦
ロードレースで下りのコーナリングなどのバイクコントロールが年々落ちていると感じていた。2015年に転倒して骨折したことも大きかった。路面の悪いシクロクロスで慣れておけばロードでの転倒も避けれるかもしれない。もともとシクロクロスにも関心があり、2012年に関西シクロクロスでのレース出場経験もあったので、2015年12月の宇都宮シクロクロスシリーズ第2戦からシクロクロスに本格的に参戦した。。

### 松山のチームへ
2023年10月8日、今シーズン限りで阿部ら選手5人が退団することを宇都宮ブリッツェンが発表。10月17日、2024年シーズン所属のヴェロリアン松山が会見を開き、清水裕輔の監督就任とともに阿部の加入を公表。

## 来歴
2006年
- 9月18日 ツール・ド・北海道 最終日の大通り公園クリテリウム 区間新人賞

2008年
- ロードレーサーになる夢を追うと決め、大学を中退。

2009年
- シマノレーシングに加入
- ツール・ド・おきなわ総合2位
- JPT 飯田ロードレース 優勝
- シマノ鈴鹿国際ロードレース 2位

2011年
- 10月16日 JPT第16戦 第4回JBCF輪島ロードレース 優勝

2012年
- Molenbeek-Welsbeek 優勝
- Wiererweekend Buchten 優勝

2013年
- チームUKYOに加入。
- 4月20日 JPT第2戦 南紀白浜TTT 優勝
- 7月14日 JPT第9戦 第12回JBCF石川サイクルロードレース 東日本大震災復興支援大会[6] 優勝
- 9月14日-16日 ツール・ド・北海道 山岳賞[7]

2014年
- 宇都宮ブリッツェンに加入。
- 西日本チャレンジ 優勝
- 7月27日 JPT第12戦 JBCF 湾岸クリテリウム2014 優勝
- 10月26日 JPT第19戦 第4回JBCF 知多半島・美浜クリテリウム 優勝
- ジャパンカップ山岳賞

2015年
- 9月11日 ツール・ド・北海道 第一ステージでパレード区間後のアタック合戦で落車し左手首を骨折。応急処置して復帰したが、84km地点の補給所にてリタイア[8]。
- 12月13日 宇都宮シクロクロスシリーズ第2戦 - みずほの自然の森公園ステージ C2 2位[9]
- 12月23日 湘南シクロクロス 第2戦開成町大会 C1 2位[10][11]
- 12月27日 湘南シクロクロス 第3戦中井中央公園 C1 4位[12][13]

2016年
- 6月16日 ツール・ド・熊野プロローグ 優勝[3]
- 6月24日 全日本選手権ITT 5位[14]
- 7月31日 JPT JBCF湾岸クリテリウム2016 2位[3]
- 8月7日 JPT第13戦 JBCF みやだクリテリウム 10位[15]
- 8月28日 JPT第15戦 JBCF やまぐちクリテ 8位[16]
- 9月2日 ツール・ド・北海道 第3ステージ リタイア[17]
- 9月11日 JPT第16戦 JBCF TTチャンピオンシップ 5位[18]
- 10月15日 JPT第20戦 JBCF 南魚沼ロード 10位[19]
- 10月22日 ジャパンカップサイクルロードレースはクリテリウムのみ出場 70位[20]
- 10月29日 JPT第22戦 JBCF おおいたクリテリウム 7位[21]
- 11月5日 弱虫ペダル STARLIGHT CROSS in CYCLEMODE 4位[22]
- 11月20日 関西シクロクロス マキノラウンド - UCI-C2 - JCX第5戦 7位[23]
- 11月26日 RAPHA SUPERCROSS NOBEYAMA Day1 - UCI-C2 - JCX第6戦 18位[24]
- JPT 個人総合14位[3]

2017年
- 2月 練習中に転倒して腕を負傷し、1週間はバイクに乗っての練習ができなかった[3]。
- 6月23日-25日 第21回全日本選手権 当初は出場予定だったが練習中の怪我が回復せず欠場[25]
- 7月29日 JPT第12戦 第1回 JBCF 大田原クリテリウム 15週目と20週目の周回賞獲得、総合は76位[26]
- 10月21日 ジャパンカップ・クリテリウム 8位[27]

2024年
- ヴェロリアン松山へ移籍[5]